# 东孝站
东孝站位于浙江省金华市金东区东孝街道，是沪昆铁路、金温货线和金温铁路的一个车站。该站是金温线的正线起点，离金华站7公里，由上海铁路局金华车务段管辖。现为四等站，不办理客、货运营业。

## 历史
老东孝站作为浙赣铁路的会让站建于1953年，1957年建成投用，站址位于现东黄公路上、金东区实验中学附近。1964年，车站开始办理客运业务。当时车站站房面积147平方米，并设有候车室144平方米、站台一座以及3条股道:186:319。
1987年10月浙赣线金华单绕线一期工程开工。该单绕线计划在原址以东新建新东孝站，于1989年完工:300。1990年国务院批准原金温铁路合资建设。规划显示线路由新建的东孝站出岔。1993年12月15日浙赣线金华段二期工程开通。1995年金温铁路东孝站上行线株端道岔施工完毕，标志线路接入国铁:43，线路金缙段于1996年4月21日通车。1997年8月27日新东孝站正式投入使用，标志着金温铁路正式接入国铁网络。
2015年底开通的金温铁路扩能改造工程也将起点设于东孝站，车站为此对信号、接触网设施进行了改造。同时该站西侧新设至沪昆客运专线下行方向的联络线。

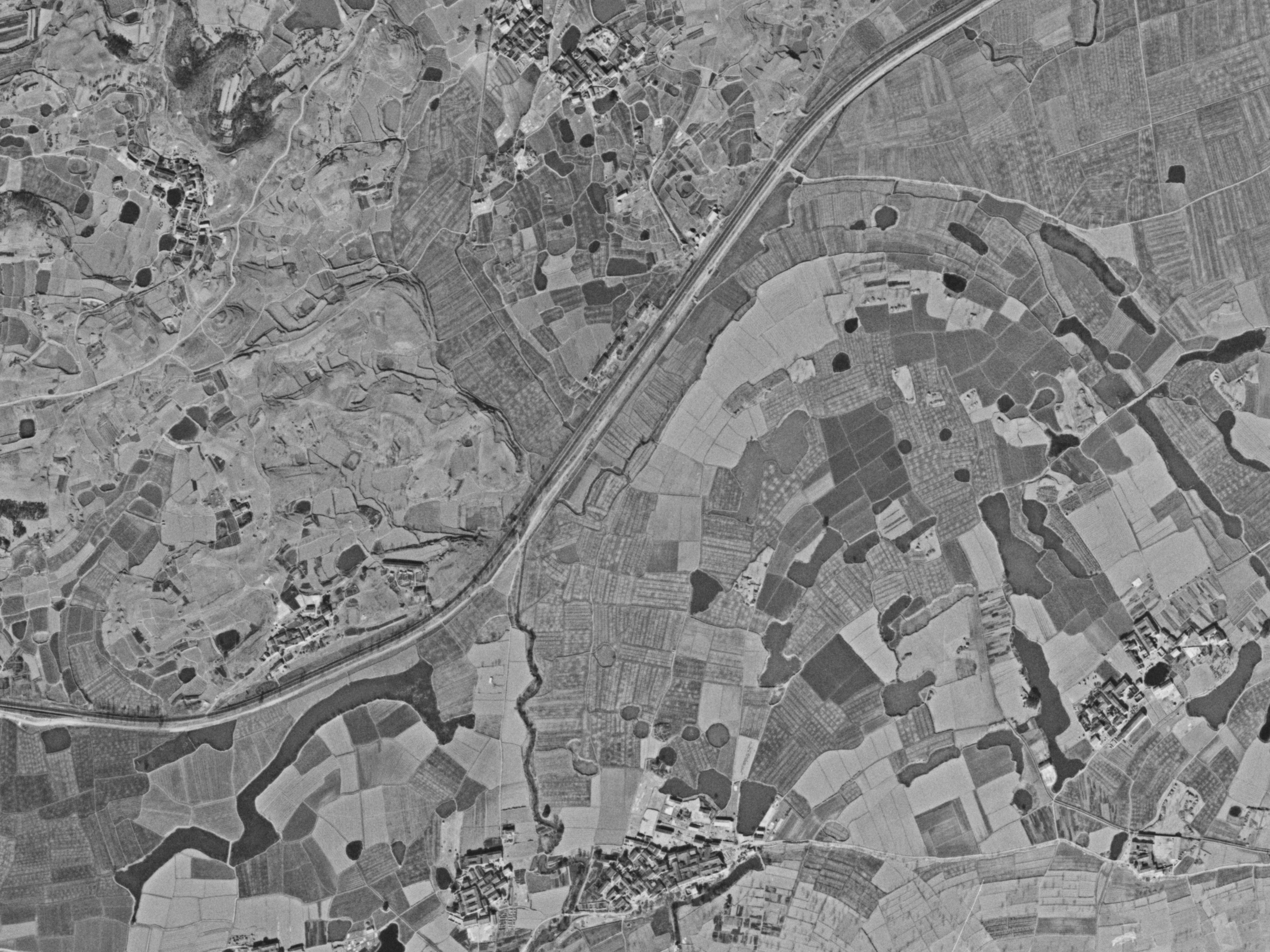
老东孝火车站卫星图（1972年）
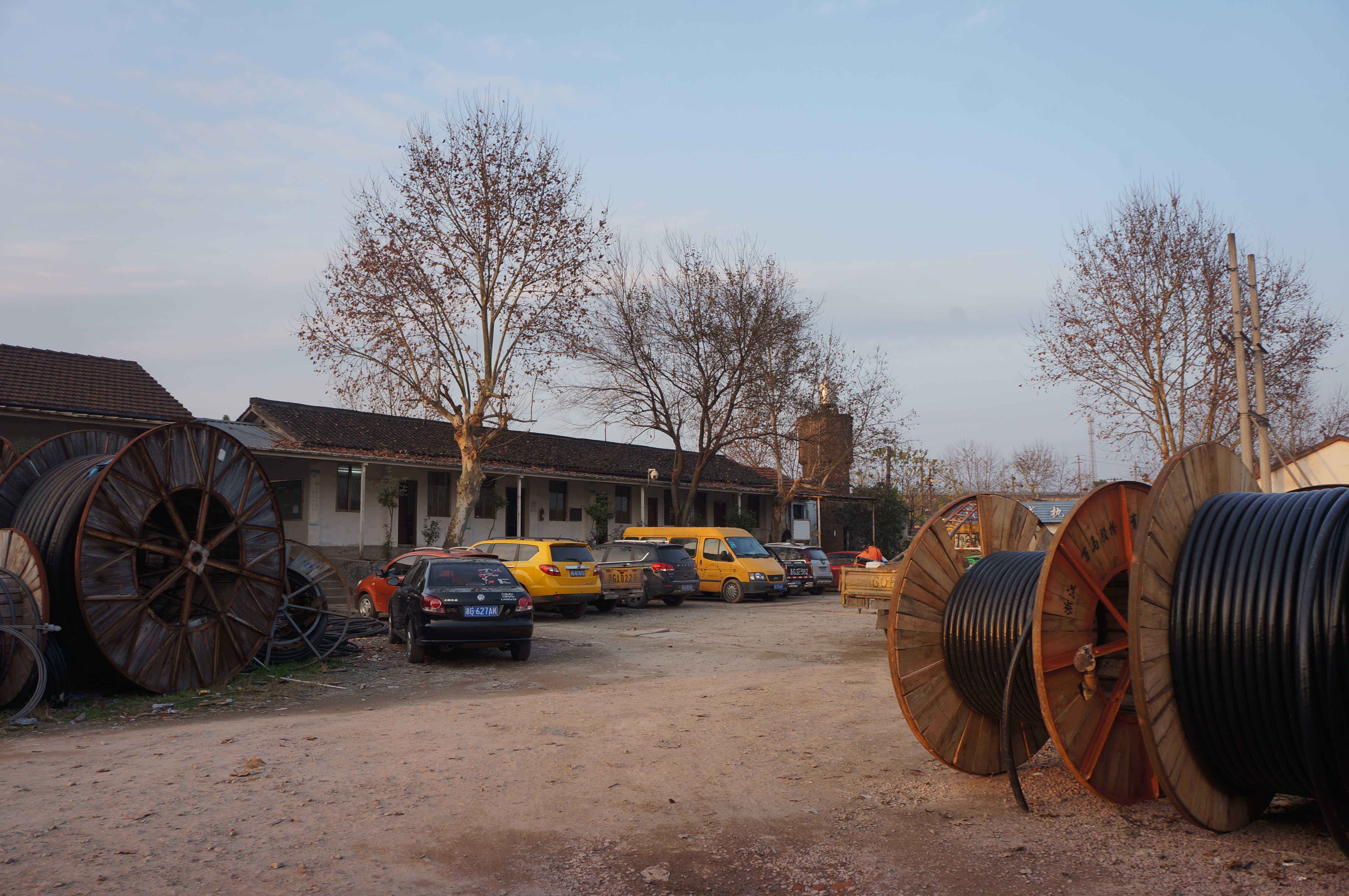
老东孝站旧址（2016年）
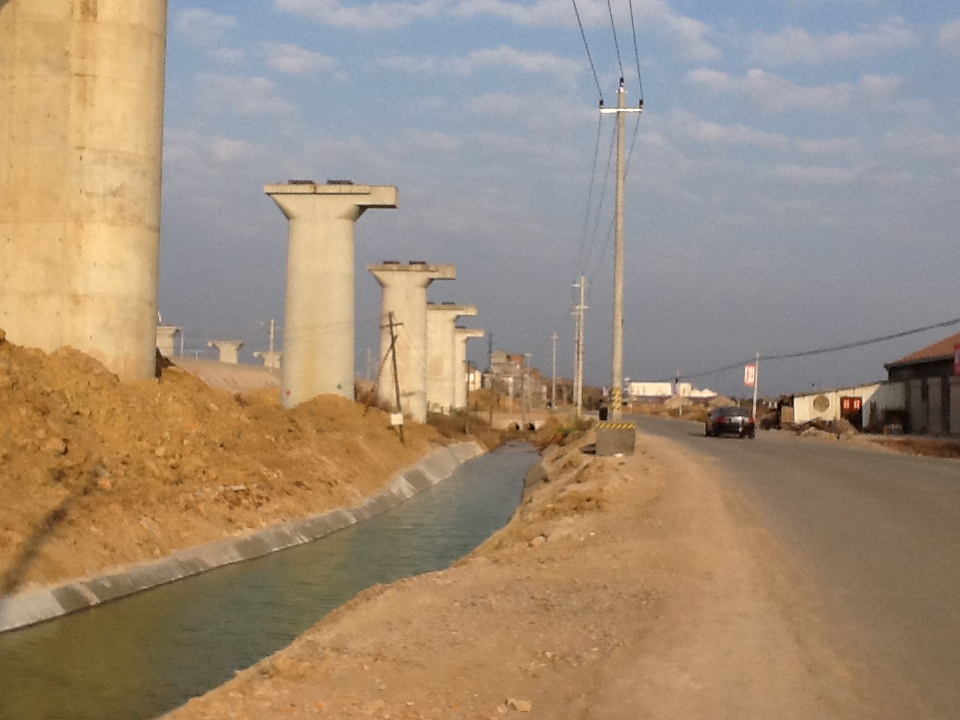
新金温铁路东孝联络线建设中（2014年2月）

## 车站结构

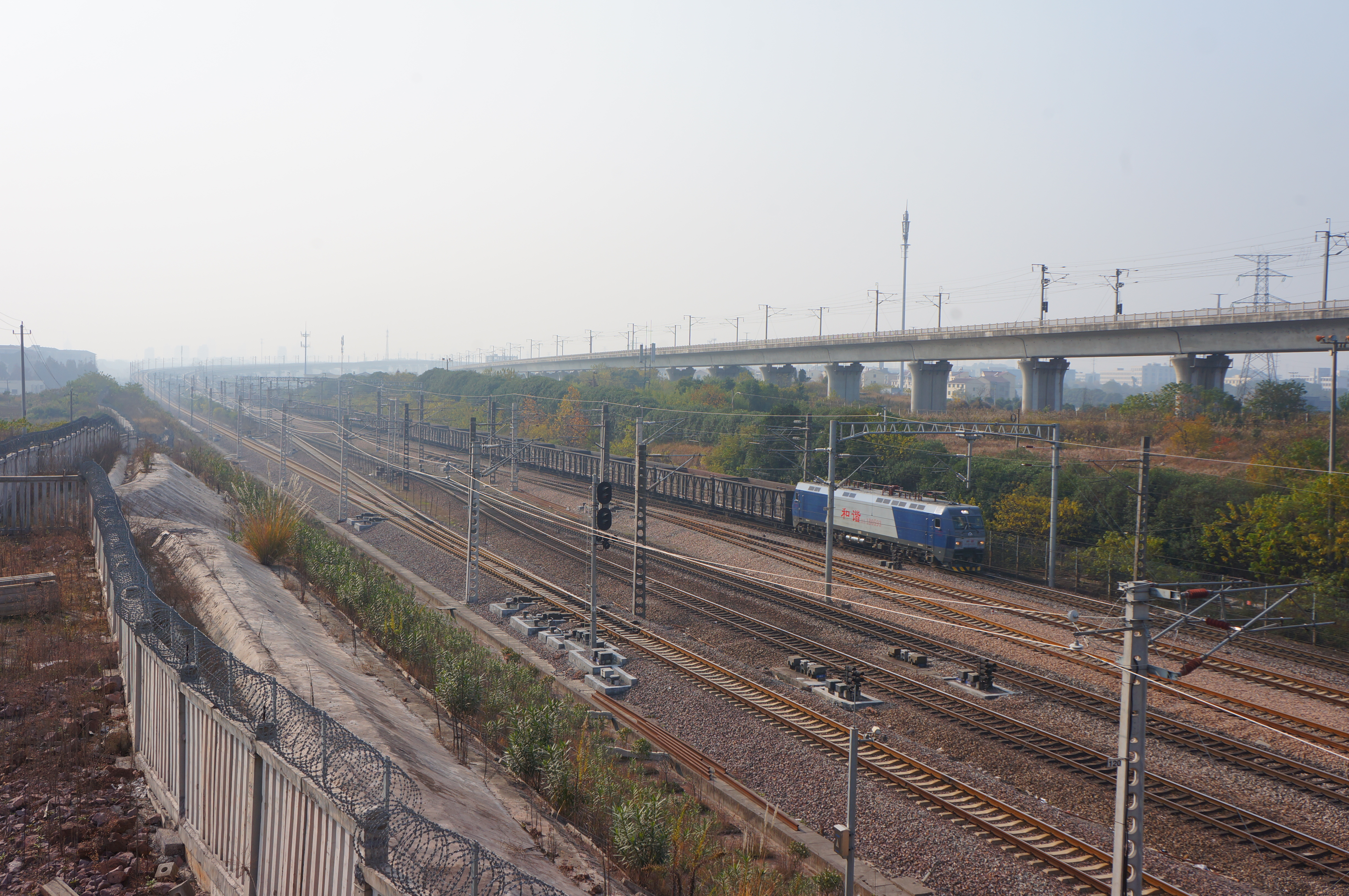
车站下行岔区

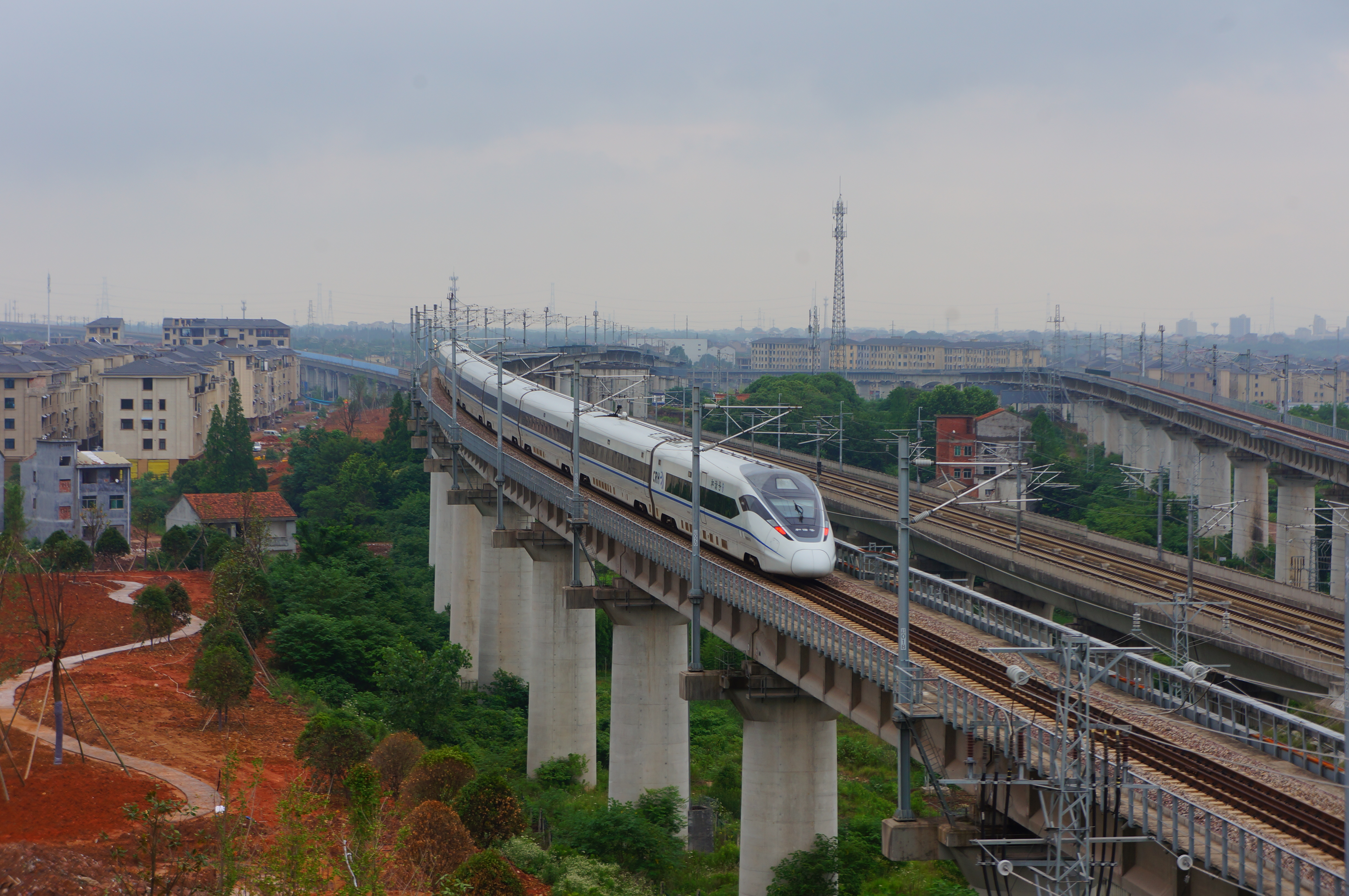
东孝线路所出岔的金温西南联络线

新东孝站在开通初期设有3条正线（包括2条浙赣正线和1条金温正线）及2条到发线:12。2015年新金温铁路后原金温货线正线变为新金温下行正线，并新增上行正线一条连接东孝线路所，使得车站设有4条正线、2条到发线。车站部分站场上跨赤松溪。
| 北↑ |      |                                             |  |
|     | 侧式 |                                             |  |
| 1道 |      | （金华东站）沪昆铁路 上行正线（塘雅站）     |  |
| 2道 |      | （东孝线路所）金温铁路 下行正线（金华南站） |  |
| 3道 |      | 侧线                                        |  |
| 4道 |      | （金华东站）沪昆铁路 下行正线（塘雅站）     |  |
| 5道 |      | 侧线                                        |  |
| 6道 |      | （东孝线路所）金温铁路 上行正线（金华南站） |  |
| 南↓ |      |                                             |  |

## 事件
- 2025年7月2日20时28分，金温铁道公司一列货物列车在东孝站停车不及、侵入下行正线，与正在通过的K1373次旅客列车机车发生侧面冲突，致客车机车前台车脱线，无人员伤亡。7月2日23时27分，线路在滞留东孝站的K1373次旅客列车在换挂机车后恢复运行[14]。金华车务段决定自事故发生后至年底开展安全生产大反思、大检查、大整治工作[15]。

## 车站周边
- 金东村
- 下钱村
- 官沿头村
- 下新屋村
- 青菜塘